# Sairocarpus cornutus
Sairocarpus cornutus är en grobladsväxtart som först beskrevs av George Bentham, och fick sitt nu gällande namn av David A. Sutton. Sairocarpus cornutus ingår i släktet Sairocarpus och familjen grobladsväxter.

## Underarter
Arten delas in i följande underarter:
- S. c. cornutus
- S. c. leptaleus